# دیافراگم لگنی
دیافراگم لگنی (انگلیسی: Pelvic floor) یا کف لگن (Pelvic floor) یک گروه از ماهیچه‌ها هستند که از استخوان شرمگاهی به استخوان دنبالچه کشیده شده‌اند. این دسته از ماهیچه‌ها مانند یک گهواره در دهانه منطقه زیر لگن کشیده شده‌است و حفره بالای لگن را از ناحیه میان‌دوراه (پرینه) زیرین جدا می‌کند.
ماهیچه‌های دیافراگم لگنی، از رحم، مثانه و روده‌ها نگهداری می‌کند و آنها را در برابر گرانش زمین در جای خودشان نگاه می‌دارد.
ضعف ماهیچه‌های لگنی، راه را به‌طور کامل برای افتادگی عضوهای داخل لگن (افتادگی رحم، مثانه و روده بزرگ) باز می‌کند.